# Censo (estadística)
El censo es el recuento de individuos que conforman una población estadística, definida como un conjunto de elementos de referencia sobre el que se realizan las observaciones. En otras palabras, consiste básicamente en obtener mediciones del número total de personas mediante diversas técnicas de recuento y se realiza cada determinado período.

Mapa mundial que muestra el censo más reciente de cada país realizado a 2016:
2015 o superior
2005-2014
1995-2004
1985-1994
Antes de 1985 o nunca

La Organización de las Naciones Unidas para la Agricultura y la Alimentación (FAO), a su vez, define el censo de agricultura como "una operación estadística para recopilar, procesar y difundir datos sobre la estructura de la agricultura, cubriendo la totalidad o una parte significativa de un país". "En un censo agropecuario, los datos se recopilan a nivel de explotación."
La palabra es de origen latín: durante la República romana, el censo era una lista que llevaba la cuenta de todos los varones adultos aptos para el servicio militar. El censo moderno es esencial para las comparaciones internacionales de cualquier tipo de estadística, y los censos recopilan datos sobre muchos atributos de una población, no solo sobre cuántas personas hay. Los censos por lo general comenzaron como el único método para recopilar datos demográficos nacionales y ahora forman parte de un sistema más amplio de diferentes encuestas. Aunque las estimaciones de población siguen siendo una función importante de un censo, incluida exactamente la distribución geográfica de la población o la población agrícola, se pueden producir estadísticas sobre combinaciones de atributos, por ejemplo, educación por edad y sexo en diferentes regiones. Los sistemas actuales de datos administrativos permiten otros enfoques de enumeración con el mismo nivel de detalle, pero plantean preocupaciones sobre la privacidad y la posibilidad de sesgar las estimaciones.

## Características
El censo es una de las operaciones estadísticas que no trabaja sobre una muestra estadística, sino sobre la población total; mientras que el período de realización depende de los objetivos para los que se necesiten los datos. Por ejemplo, en diversos países se llevan a cabo censos poblacionales por lo general cada 4 años, el mismo período utilizado para censos agropecuarios.
Desde el punto de vista del trabajo de investigación, se considera al censo como técnica que usa como instrumento a la cédula de censo o ficha censal de la población.

## Censo y encuesta

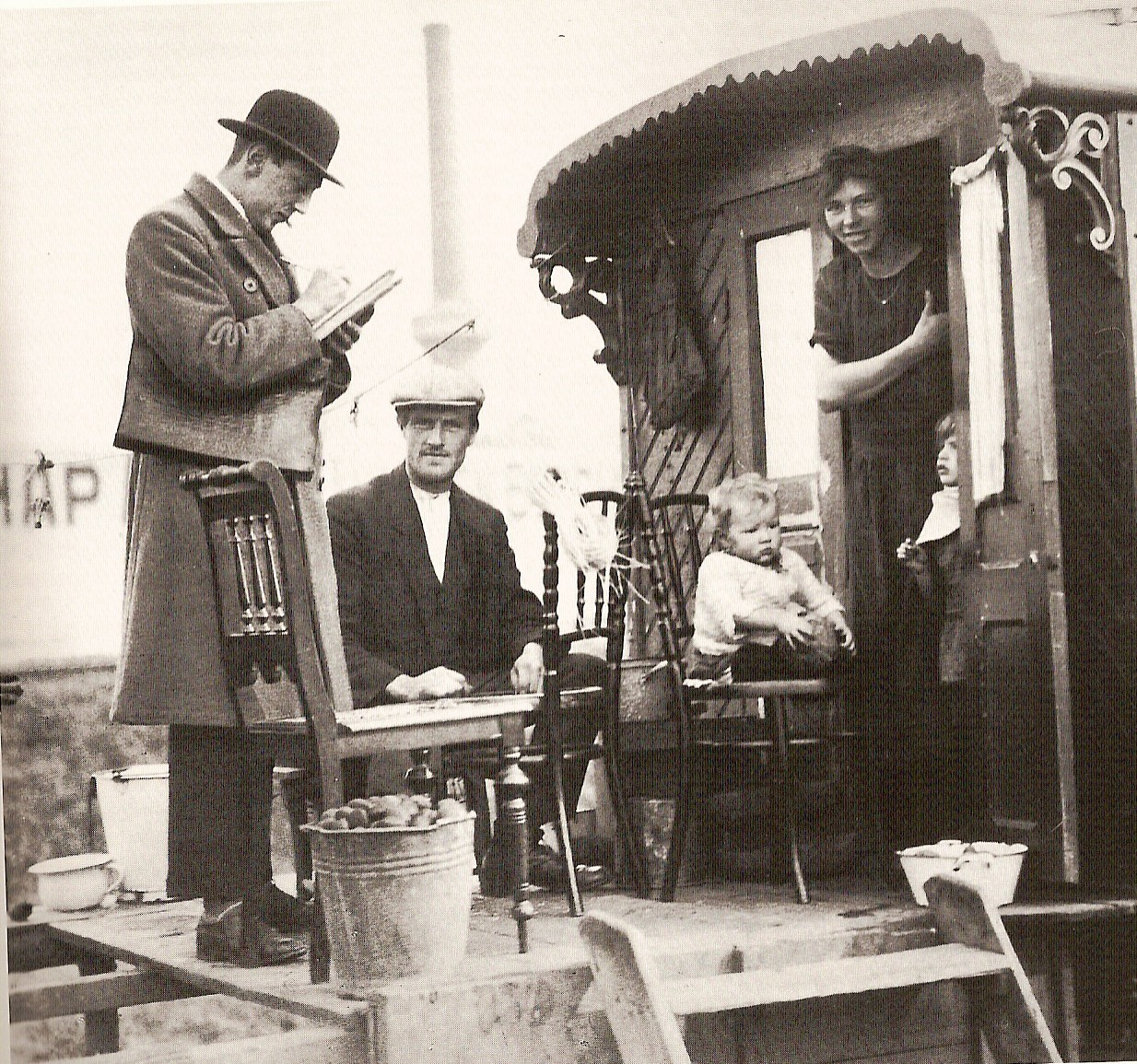
Un trabajador del censo visita a una familia de viajeros indígenas holandeses que viven en una caravana en los Países Bajos en 1925.

El censo se lleva a cabo a través de la aplicación de un seguimiento estadístico o encuesta a toda la población objetiva; en esto, se procede a reducir todos los números de dicha operación; luego, esta información sirve de marco para realizar futuros muestreos cuando no es posible realizar un censo, ya sean estos estadísticamente representativos (probabilísticos) o no. 
Así, si la población objetiva son los habitantes de una ciudad o país, para que el revelamiento sea censal, todas las personas que habitan en la ciudad o país deben ser entrevistadas. Sin embargo, la pertinencia o no de realizar un procedimiento muestral o censal dependerá específicamente de las poblaciones y los tamaños de error existentes. Mientras que en el primer caso se observa la presencia de un error muestral.

## Censo de población
Uno de los casos particulares de censo, pero al mismo tiempo uno de los más comunes, es el denominado censo de población, en el cual el objetivo es determinar el número de personas que componen un grupo, normalmente un país o una nación. En este caso, la población estadística comprendería a los componentes.
En general, un censo de población puede realizar algunas actividades extras que no se corresponden específicamente con la operación censal estadística. Se busca calcular el número de habitantes de un país de territorio delimitado, correspondiente a un momento o período dado, pero se aprovecha igualmente para obtener una serie de datos demográficos, económicos y sociales relativos a esos habitantes, considerados desde un punto de vista cuantitativo. Es la fuente primaria de las estadísticas básicas de población que son necesarias para fines gubernamentales y aspectos de planificación económica y social.
Hay dos tipos de censos de población:
- Censo de hecho o de facto: se enumeran todas las personas que se encontraran en la vivienda o unidad de control de la enumeración, a la fecha y hora que se ha señalado para el censo (sea que residan o no en dicha unidad de habitación).
- Censo de derecho o de iure: la persona es enumerada en el lugar donde reside habitualmente (se encuentre viviendo en su domicilio o no). Esta segunda alternativa ofrece mayores dificultades operativas que la primera.

## Definiciones de residencia
Normalmente se cuenta a los individuos dentro de los hogares y normalmente se recopila información sobre la estructura del hogar y la vivienda. Por ello, los documentos internacionales hacen referencia a censos de población y vivienda. Normalmente, la respuesta al censo la realiza un hogar, indicando detalles de las personas que residen allí. Un aspecto importante de las enumeraciones censales es determinar qué individuos se pueden contar y cuáles no. En términos generales, como se ha mencionado ms arriba, se pueden utilizar tres definiciones: residencia de facto; residencia de derecho; y residencia permanente. Esto es importante al considerar personas que tienen direcciones múltiples o temporales. Cada persona debe ser identificada de forma única como residente en un lugar; pero el lugar donde se encuentran el día del Censo, su residencia de facto, puede no ser el mejor lugar para contarlos. Donde un particular utiliza los servicios puede resultarle más útil, y es en su residencia habitual. Un individuo puede ser registrado en una dirección "permanente", que podría ser un hogar familiar para estudiantes o inmigrantes a largo plazo.
Se necesita una definición precisa de residencia para decidir si los visitantes de un país deben incluirse o no en el recuento de población. Esto se está volviendo más importante a medida que los estudiantes viajan al extranjero para estudiar durante un período de varios años. Otros grupos que causan problemas de empadronamiento son los recién nacidos, los refugiados, las personas que están de vacaciones, las que se mudan a casa el día del censo y las personas sin dirección fija.
Las personas con segundas residencias porque trabajan en otra parte del país o tienen una casa de vacaciones son difíciles de fijar en una dirección concreta; esto a veces provoca una doble contabilización o que las casas se identifiquen erróneamente como desocupadas. Otro problema es cuando las personas usan una dirección diferente en diferentes momentos, p. estudiantes que viven en su lugar de educación durante el período lectivo pero regresan a una casa familiar durante las vacaciones, o niños cuyos padres se han separado y que efectivamente tienen dos casas familiares. La enumeración del censo siempre se ha basado en encontrar personas en el lugar donde viven, ya que no existe una alternativa sistemática: cualquier lista utilizada para encontrar personas probablemente se derive de las actividades del censo en primer lugar. Directrices recientes de la ONU ofrecen recomendaciones sobre cómo enumerar hogares tan complejos.
En el censo sobre agricultura, los datos se recogen en la unidad de explotación agrícola. Una explotación agrícola es una unidad económica de producción agrícola bajo gestión única que comprende todo el ganado criado y toda la tierra utilizada total o parcialmente para fines de producción agrícola, independientemente de su título, forma jurídica o tamaño. La gestión única puede ser ejercida por un individuo o un hogar, conjuntamente por dos o más individuos u hogares, por un clan o tribu, o por una persona jurídica como una corporación, cooperativa o agencia gubernamental. Las tierras de la explotación podrán consistir en una o más parcelas, ubicadas en una o más zonas separadas o en una o más divisiones territoriales o administrativas, siempre que las parcelas compartan los mismos medios de producción, como mano de obra, instalaciones agrícolas, maquinaria o animales de tiro.

## Estrategias y sistemas de enumeración

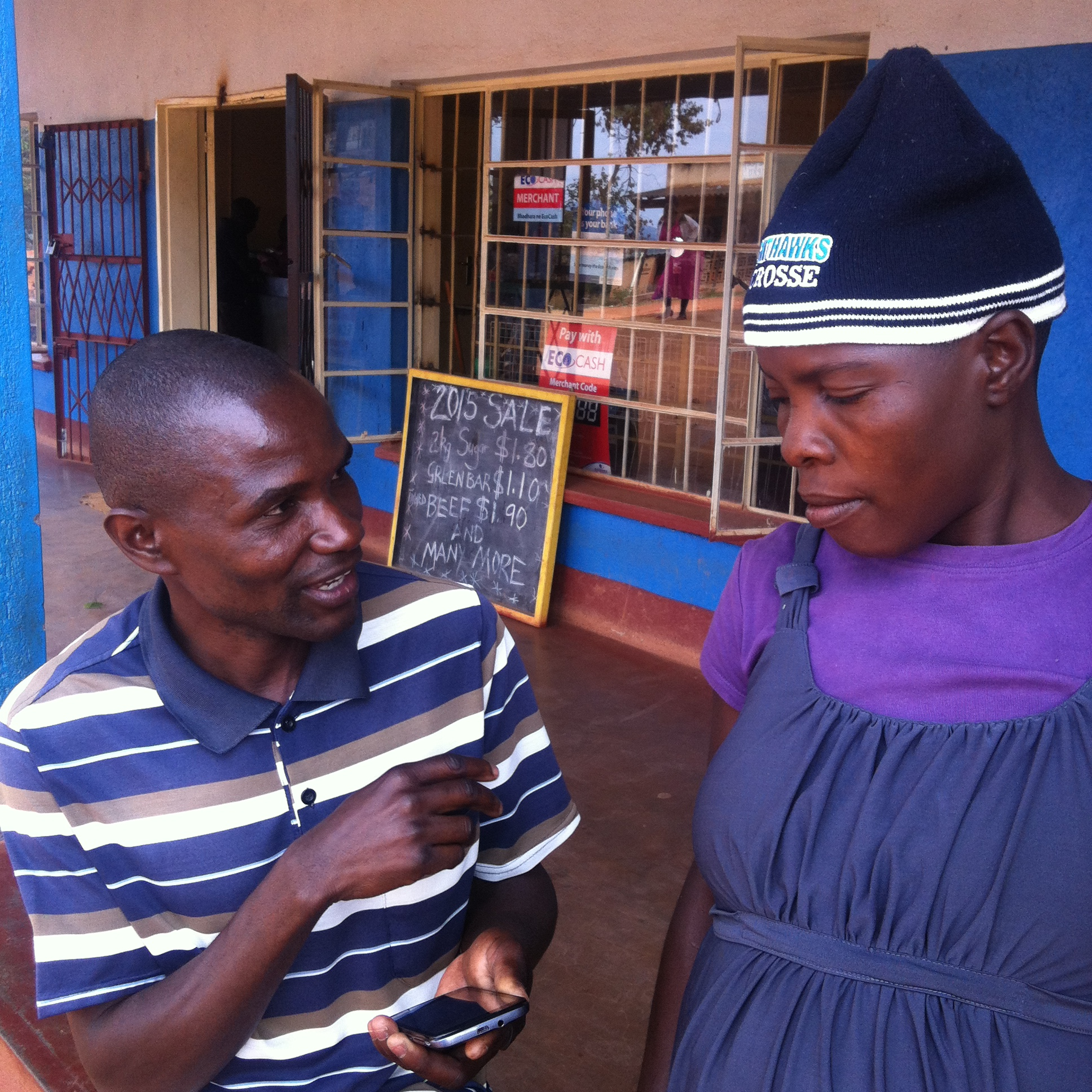
Un encuestador que realiza una encuesta censal utilizando un cuestionario basado en un teléfono móvil en el distrito rural de Mutasa en Zimbabue en 2015.

Los censos históricos utilizaban una enumeración cruda asumiendo una precisión absoluta. Los enfoques modernos tienen en cuenta los problemas de recuento por exceso y por defecto, y la coherencia de las enumeraciones censales con otras fuentes oficiales de datos Un aspecto importante del proceso del censo es evaluar la calidad de los datos.
Muchos países utilizan una encuesta posterior al empadronamiento para ajustar los recuentos brutos del censo. Esto funciona de manera similar a la estimación de captura-recaptura de poblaciones animales. Entre los expertos en censos, este método se denomina enumeración de sistema dual (dual system enumeration, DSE en inglés). Los entrevistadores visitan una muestra de hogares y registran los detalles del hogar el día del censo. Luego, estos datos se comparan con los registros del censo, y el número de personas omitidas se puede estimar considerando el número de personas que están incluidas en un conteo pero no en el otro. Esto permite realizar ajustes en el recuento de falta de respuesta, que varían entre diferentes grupos demográficos. Se puede encontrar una explicación utilizando una analogía de la pesca en "Trout, Catfish and Roach...", que ganó un premio de la Royal Statistical Society del Reino Unido a la excelencia en estadísticas oficiales en 2011.
Se ha propuesto como mejora el sistema de triple enumeración, ya que permitiría evaluar la dependencia estadística de pares de fuentes. Sin embargo, como el proceso de comparación es el aspecto más difícil de la estimación del censo, nunca se ha implementado para una enumeración nacional. También sería difícil identificar tres fuentes diferentes que fueran lo suficientemente diferentes como para que el esfuerzo del sistema triple valiera la pena. El enfoque DSE tiene otra debilidad: supone que ninguna persona se cuenta dos veces (sobreconteo). En las definiciones de residencia de facto esto no sería un problema, pero en las definiciones de jure los individuos corren el riesgo de ser registrados en más de un formulario, lo que daría lugar a una doble contabilización. Un problema particular aquí son los estudiantes que a menudo tienen un horario de clases y una dirección familiar.
Varios países han utilizado un sistema conocido como formulario corto/formulario largo. Esta es una estrategia de muestreo que elige aleatoriamente una proporción de personas a las que enviar un cuestionario más detallado (el formulario largo). Todos reciben las preguntas breves. Esto significa que se recopilan más datos, pero sin imponer una carga a toda la población. Esto también reduce la carga para la oficina de estadística. De hecho, en el Reino Unido hasta 2001 se exigía a todos los residentes que cumplimentaran todo el formulario, pero sólo se codificaba y analizaba en detalle una muestra del 10%. La nueva tecnología significa que ahora todos los datos se escanean y procesan. Durante el censo canadiense de 2011 hubo controversia sobre el cese del censo obligatorio de formato largo; el jefe de Estadísticas de Canadá, Munir Sheikh, renunció ante la decisión del gobierno federal de hacerlo.
El uso de otras estrategias de enumeración alternativas está aumentando, pero no son tan simples como mucha gente supone y sólo se utilizan en países desarrollados. Los Países Bajos han sido el país más avanzados en la adopción de un censo utilizando datos administrativos. Esto permite realizar un censo simulado vinculando varias bases de datos administrativas diferentes en un momento acordado. Los datos pueden cotejarse y establecerse una enumeración general que permita discrepancias entre diferentes fuentes de datos. Una encuesta de validación todavía se realiza de manera similar a la encuesta posterior a la enumeración empleada en un censo tradicional.
Otros países que tienen un registro de población lo utilizan como base para todas las estadísticas censales que necesitan los usuarios. Esto es más común entre los países nórdicos, pero requiere que se combinen muchos registros distintos, incluidos población, vivienda, empleo y educación. Luego, estos registros se combinan y se ajustan al estándar de un registro estadístico comparando los datos de diferentes fuentes y garantizando que la calidad sea suficiente para que se produzcan estadísticas oficiales.
Una innovación reciente es la iniciativa francesa de un programa de censo continuo en el que se enumeran diferentes regiones cada año, de modo que todo el país queda completamente enumerado cada 5 a 10 años. En Europa, en relación con la ronda de censos de 2010, muchos países adoptaron metodologías censales alternativas, a menudo basadas en la combinación de datos de registros, encuestas y otras fuentes.

## Historia
La palabra censo se deriva de la época republicana de la Historia de Roma que comienza con el fin de la Monarquía en el año 509 a. C. A partir de entonces, las funciones de los reyes fueron siendo sustituidas por lo que se conoce como las instituciones o magistraturas romanas: cónsul, pretor, censor y otras posteriores. La censura fue una magistratura creada en el año 443 a. C. y tuvo entre sus atribuciones las de realización del censo (de ahí su nombre), la supervisión de la moralidad pública (censura), revisar la lista de ciudadanos y la del Senado, y de ciertos aspectos de las finanzas públicas, como decidir qué obras públicas iban a ser costeadas por la República en los siguientes cinco años (lustrum o lustro que era el tiempo de servicio en dicha magistratura).

## Investigación genealógica
Los censos son una fuente de información muy valiosa para los genealogistas, ya que permiten conocer datos sobre los antepasados y sus familias, como el nombre, la edad, el lugar de nacimiento, el estado civil, la ocupación, la nacionalidad, la religión, el nivel de instrucción y la composición del hogar. Además, los censos pueden ayudar a ubicar a los antepasados en un contexto histórico y social, y a seguir su rastro a lo largo del tiempo y del espacio.